# Synelmis knoxi
Synelmis knoxi är en ringmaskart som beskrevs av Glasby 2003. Synelmis knoxi ingår i släktet Synelmis och familjen Pilargidae.
Artens utbredningsområde är havet kring Nya Zeeland. Inga underarter finns listade i Catalogue of Life.